# غونار مار غوموندسون
غونار مار غوموندسون (15 ديسمبر 1983 بآيسلندا - ) هو لاعب كرة قدم أيسلندي في مركز الوسط. شارك مع منتخب آيسلندا لكرة القدم. أما مع النوادي، فقد لعب مع آي بي في وفيمليكافيلاغ هافنارفيارذار وÞór Akureyri ‏ وUngmennafélagið Fjölnir ‏.

## وصلات خارجية
- غونار مار غوموندسون على موقع قاعدة بيانات كرة القدم.إي يو (الإنجليزية)
- غونار مار غوموندسون على موقع ناشيونال فوتبول تيمز (الإنجليزية)